# Majerovce
Majerovce é um município da Eslováquia, situado no distrito de Vranov nad Topľou, na região de Prešov. Tem 3,54 km² de área e sua população em 2018 foi estimada em 440 habitantes.

## Demografia
| Ano:        | 1994 | 2004   | 2014   | 2024   |
| ----------- | ---- | ------ | ------ | ------ |
| Broj ljudi: | 455  | 448    | 444    | 436    |
| Razlika:    |      | -1,53% | -0,89% | -1,80% |

| Ano:               | 2023 | 2024   |
| ------------------ | ---- | ------ |
| Número de pessoas: | 431  | 436    |
| Diferença:         |      | +1,16% |